# Кыпа-Кэлилькы
Кыпа-Кэлилькы (Кыпа-Келылькы; устар. Кыпа-Кэлиль-Кы) — река в России, протекает по территории Ямало-Ненецкого автономного округа. Устье реки находится в 245 км по левому берегу реки Толька. Длина реки составляет 103 км. В 73 км от устья по левому берегу впадает река Порылькикке.

## Данные водного реестра
По данным государственного водного реестра России относится к Нижнеобскому бассейновому округу, водохозяйственный участок реки — Таз. Речной бассейн реки — Таз.
Код объекта в государственном водном реестре — 15050000112115300066359.